# ICab
Icab, i marknadsföring skrivet iCab, är en webbläsare för MacOS och Mac OS Classic. Icab använder renderingsmotorn Webkit, vilken också används av Safari. Webbläsaren visar genom smileys hur många fel/problem sidan innehåller, en smiley som ler indikerar att sidan är bra, en som ser arg ut indikerar att sidan har fel/problem. Icab är mycket konfigurerbar och innehåller bland annat en avancerad filterhanterare, möjligheten att se innehållet i webbcachen och ett kioskläge med lösenordsskydd. Icab är en vidareutveckling av CAB för Atari ST.